# Dio Padre Misericordioso
Dio Padre Misericordioso är en kyrkobyggnad och diakonia i Rom, helgad åt den barmhärtige Gud Fadern. Kyrkan är belägen vid Via Francesco Tovaglieri i quartiere Alessandrino och tillhör församlingen Dio Padre Misericordioso.

## Historia
Kyrkan uppfördes efter ritningar av arkitekten Richard Meier och konsekrerades i oktober 2003.

## Diakonia
Kyrkan stiftades som diakonia av påve Johannes Paulus II år 2001.
Kardinalpräster
- Crescenzio Sepe: 2001–2006, titulus pro hac vice: 2006–

## Kommunikationer
- Busshållplats Tovaglieri/Olcese – Roms bussnät